# Stade Arthur-Ashe
Le stade Arthur-Ashe est le principal court de tennis de l'USTA Billie Jean King National Tennis Center situé au sein du parc Flushing Meadows dans le borough du Queens à New York. Ce complexe de tennis est connu pour accueillir l'US Open de tennis, le dernier grand chelem de l'année (dernière semaine d'août et première semaine de septembre). Le stade est nommé en référence au joueur de tennis Arthur Ashe qui remporte le premier US Open de l'ère Open en 1968.

## Histoire
Ouvert en 1997, le court Arthur Ashe remplace le court Louis Armstrong en tant que principal court du tournoi. La construction de ce nouveau stade coûte 254 millions de dollars. Au total, il comprend 90 suites de luxe, 22 547 sièges individuels, cinq restaurants et est de loin le court de tennis le plus important au monde. Tout comme les 32 autres courts de tennis du complexe Billie Jean King, le court Arthur Ashe est en Decoturf, une surface dure de type acrylique.
Le 19 juillet 2008, le court Arthur Ashe accueille le premier match d'une saison professionnelle régulière de basket-ball à se jouer en extérieur lors de la rencontre entre l'équipe des Fever de l'Indiana et celle des Liberty de New York. C'est la première qui s'impose sur le score de 71-55. Ce match a aussi eu une portée caritative en suscitant une levée de fonds en faveur de la recherche contre le cancer du sein. 
Depuis 2006, le court Arthur Ashe est équipé du système vidéo Hawk-Eye permettant de déterminer si la balle a ou non rebondi dans les limites du terrain. En 2005, la couleur du court passe du vert au bleu pour l'intérieur du terrain tandis que l'extérieur du terrain reste en vert clair. Ce changement a pour objectif d'améliorer la visibilité de la balle pour les téléspectateurs du fait du contraste plus important entre la balle jaune et le bleu du court.
En 2002, le court Arthur Ashe a été désigné comme la pire enceinte sportive aux États-Unis en raison de son gigantisme. En effet, du fait de la hauteur des sièges les plus élevés, la vue y est mauvaise.
En 2016, le court se dote d'un toit ouvrant. Après deux ans de travaux et 150 millions de dollars dépensés, l’arrivée de ce toit de 6 500 tonnes d’acier est célébrée en grande pompe lundi 29 août 2016 pour le début de l'US Open. Un grand show à l’américaine est même prévu avec Phil Collins en clou du spectacle.
En 2019, le stade accueille la première édition de la coupe du monde Fortnite.

## Galerie de photos

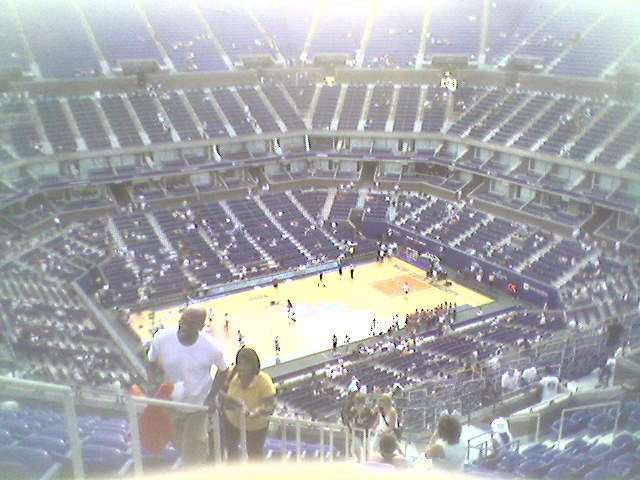
En 2008, le stade Arthur Ashe devient la première enceinte à accueillir un match d'une saison professionnelle de basket-ball (hommes et femmes confondus) en extérieur.